# Dorylus depilis
Dorylus depilis é uma espécie de formiga do gênero Dorylus.